# Chentkaus II
Chentkaus II – żona władcy starożytnego Egiptu Neferirkare I z V dynastii, synowa królowej Chentkaus I i władcy Egiptu Szepseskafa z IV dynastii, matka synów Neferirkare I: Neferefre i Niuserre, również władców z V dynastii.
Pochowana w piramidzie w Abusir, przy południowym brzegu piramidy męża. 
Oprócz tej koncepcji, popieranej przez niektórych uczonych (Stadelmann), istnieje hipoteza zakładająca, że Chentkaus I i Chentkaus II to jedna i ta sama osoba (Verner, Grimal), a więc mastaba w Gizie, gdzie pochowana została Chentkaus I, i piramida w Abusir należą do tej samej osoby.